# Jean-Baptiste Bouquerot des Essarts
Le baron Jean-Baptiste Bouquerot des Essarts est un général français, né le 28 mai 1771 à Asnan (Nièvre) et mort le 17 mars 1833 à Fontainebleau (Seine-et-Marne).
Il est le frère cadet de Thomas Bouquerot de Voligny.

## Jeunesse
Issu d'un milieu de petits notables du Nivernais, il est le fils d’Étienne François Bouquerot, procureur, notaire royal et contrôleur des actes à Asnan. En 1790 et 1791, il est capitaine dans la Garde nationale d’Asnan.

## Soldat de la Révolution
Il s’engage comme volontaire le 15 septembre 1791 dans le 1er bataillon de volontaires de la Nièvre. Il participe aux campagnes de 1792 et de l’an II. 
Nommé hussard puis brigadier fourrier dans le régiment des Hussards Noirs, intègre le 3e Régiment de Dragons le 23 mai 1794.

## Guerres napoléoniennes
Il est promu Maréchal des logis en 1795 puis Maréchal des logis-chef deux ans plus tard. Il participe à la Campagne d'Italie (1796-1797) puis à la Campagne d'Égypte.
Nommé Sous-lieutenant en 1798, il est blessé lors de la Bataille d'Aboukir (1798) .
Très rapidement, il est promu lieutenant (1800), puis Capitaine (1801).
Il est nommé Chevalier de la Légion d'honneur le 14 juin 1804.
Sa carrière militaire continue : il participe à la Campagne de Prusse et de Pologne, il est blessé le 8 février 1807 à la Bataille d'Eylau.
Il devient Chef d'escadron de la Garde impériale (Premier Empire) puis est anobli Chevalier de l'Empire par lettres patentes du 26 octobre 1808.
Il participe ensuite à la Campagne d'Allemagne et d'Autriche (1809).
Après avoir participé à la Campagne d'Espagne (Empire), il est nommé colonel par décret impérial du 23 octobre 1811.
Pendant la Campagne de France (1814), il se distingue lors de la défense de Nangis (Seine-et-Marne) le 17 février : sa bravoure et son action d’éclat lui valent d’être salué par Napoléon Ier qui le nomme Officier de la Légion d'honneur et général de brigade sur le champ de bataille.
Mais le surlendemain, sa promotion au grade de Maréchal de camp n'est pas confirmée. Il est seulement nommé officiellement Baron de l'Empire (titre confirmé par Louis XVIII le 24 août suivant). Enfin, il est nommé Chevalier de l’Ordre royal et militaire de Saint-Louis le 13 août 1814.
En mars 1815, il est Colonel au Régiment des Dragons de la Gironde. Il commande le 4e Régiment de Dragons lors de la Bataille de Waterloo.

## Restauration
Mis à la solde de retraite, il perçoit une pension de 2 400 livres.
De 1820 à 1830, il ne cesse de réclamer du service et l'obtention du grade de Maréchal de camp donné par l'Empereur sur le champ de bataille de Nangis. Ce n'est que le 16 juin 1831 que le roi Louis-Philippe Ier régularise sa situation et le nomme enfin Maréchal de camp de réserve. Bouquerot des Essarts s'éteint deux ans plus tard.